# Lääne-Virumaa
Lääne-Virumaa (även Lääne-Viru maakond eller på äldre svenska Västra Wierland, Västvirland) är ett landskap i Estland. Landskapet utgör den västra delen av det historiska landskapet Wierland och ligger 90 km öster om huvudstaden Tallinn. 
Lääne-Virumaa ligger i nordöstra Estland utmed landets kust mot Finska viken. Landskapet angränsar till Ida-Virumaa i öster, Jõgevamaa i söder, Järvamaa i sydväst och Harjumaa i väster. Antalet invånare är 58 856, varav 85 procent är ester och 10 procent är ryssar. Arean är 3 628,59 kvadratkilometer. 
2005 utvidgades landskapet då området motsvarande den tidigare kommunen Lehtse tillfördes landskapet från Järvamaa som en följd av en kommunsammanslagning.
2017 utvidgades landskapet åter igen som en följd av kommunreformen 2017 då området motsvarande den tidigare kommunen Aseri tillfördes landskapet från Ida-Virumaa.

## Kommuner

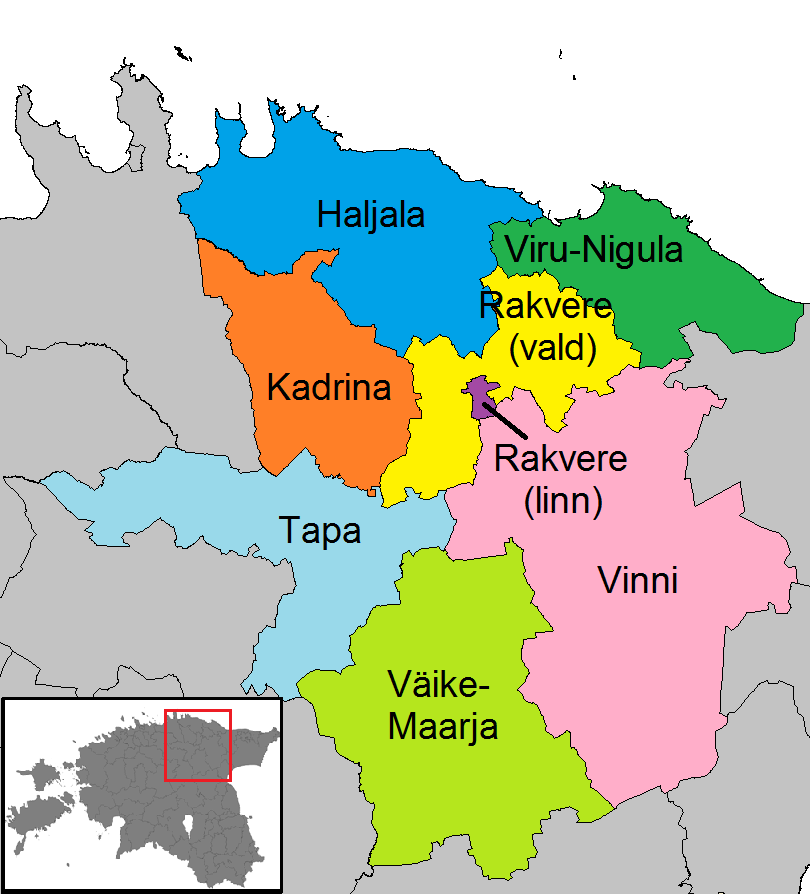
Kommuner i landskapet Lääne-Virumaa.

Landskapet Lääne-Virumaa är sedan 2017 indelat i åtta kommuner, varav en stadskommun (estniska: linn) och sju landskommuner (estniska: vald).

### Stadskommuner
- Rakvere stad

### Landskommuner
- Haljala kommun
- Kadrina kommun
- Rakvere kommun
- Tapa kommun (inkluderar städerna Tapa och Tamsalu)
- Vinni kommun
- Viru-Nigula kommun (inkluderar staden Kunda)
- Väike-Maarja kommun

## Tidigare kommuner

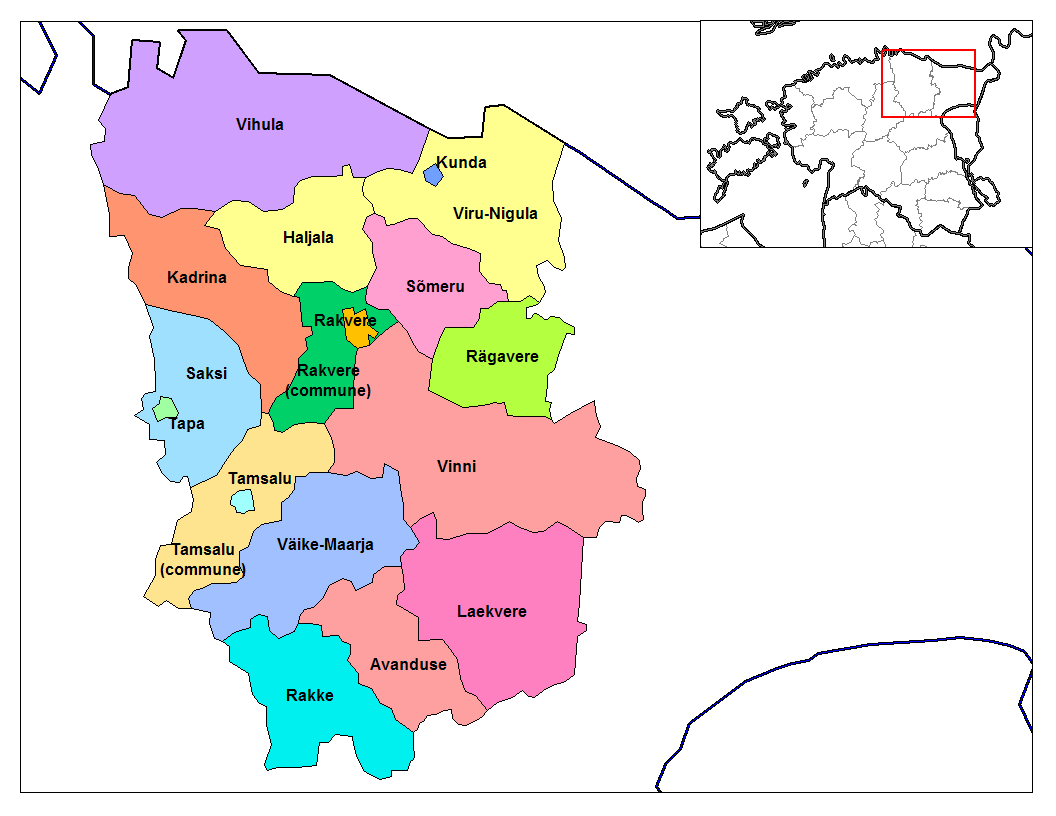
Kommunindelningen i landskapet Lääne-Virumaa innan 2005.

Landskapet har tidigare varit indelat i 18 kommuner, varav fyra stadskommuner (estniska: linn) och 14 landskommuner (vald).

### Stadskommuner
- Kunda stad
- Rakvere stad
- Tamsalu stad
- Tapa stad

### Landskommuner
- Avanduse kommun
- Haljala kommun
- Kadrina kommun
- Laekvere kommun
- Rakke kommun
- Rakvere kommun
- Rägavere kommun
- Saksi kommun
- Sõmeru kommun
- Tamsalu kommun
- Vihula kommun
- Vinni kommun
- Viru-Nigula kommun
- Väike-Maarja kommun

### Administrativ historik
- 2005 bildades Tapa kommun genom en sammanslagning av Tapa stad, Lehtse kommun samt en del av Saksi kommun. Den återstående delen av Saksi kommun tillfördes Kadrina kommun. Samtidigt med detta överfördes också området motsvarande tidigare Lehtse kommun från landskapet Järvamaa till Lääne-Virumaa.
- 2005 uppgick Avanduse kommun i Väike-Maarja kommun.
- 2005 uppgick Tamsalu stad i Tamsalu kommun.

## Orter
Efter gränsjusteringar som följd av kommunreformen 2017 finns det i landskapet Lääne-Virumaa fyra städer, 22 småköpingar samt 387 byar.

## Galleri

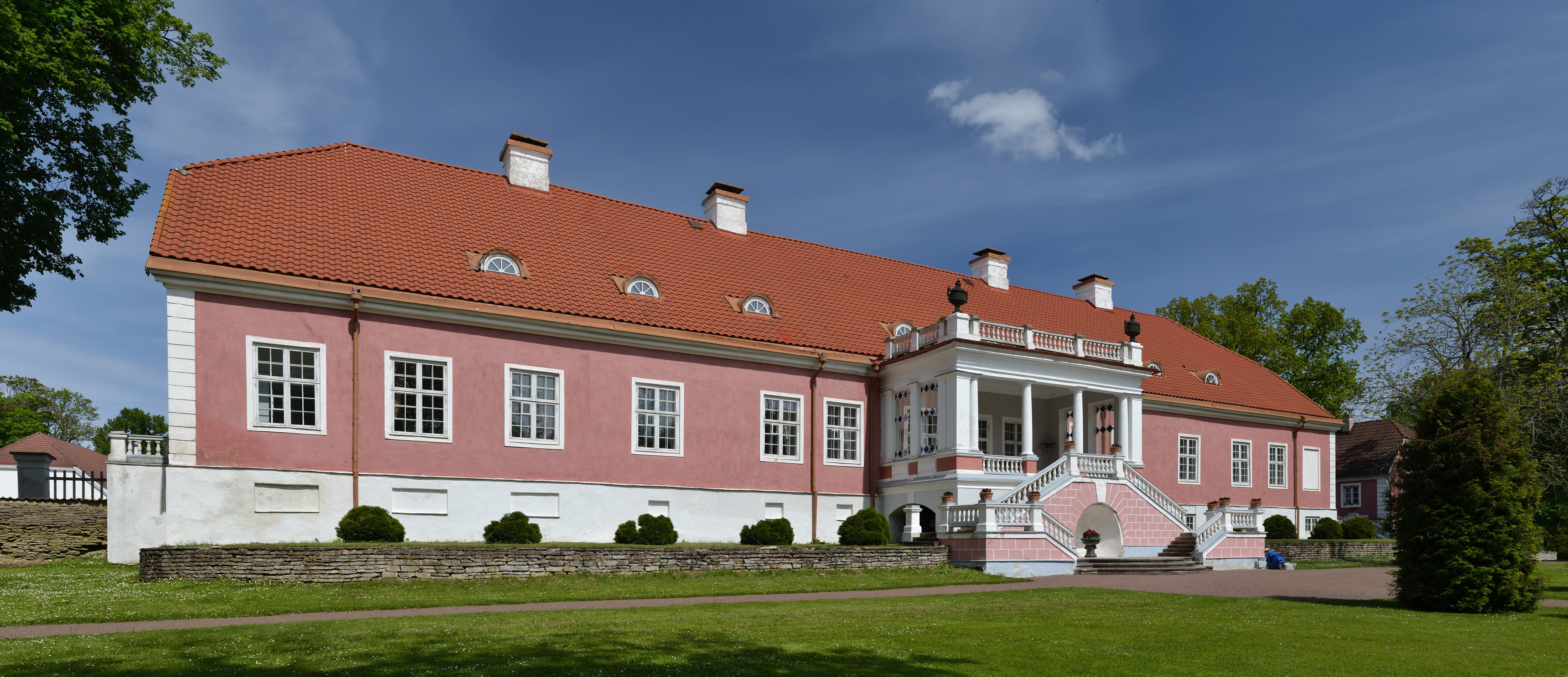
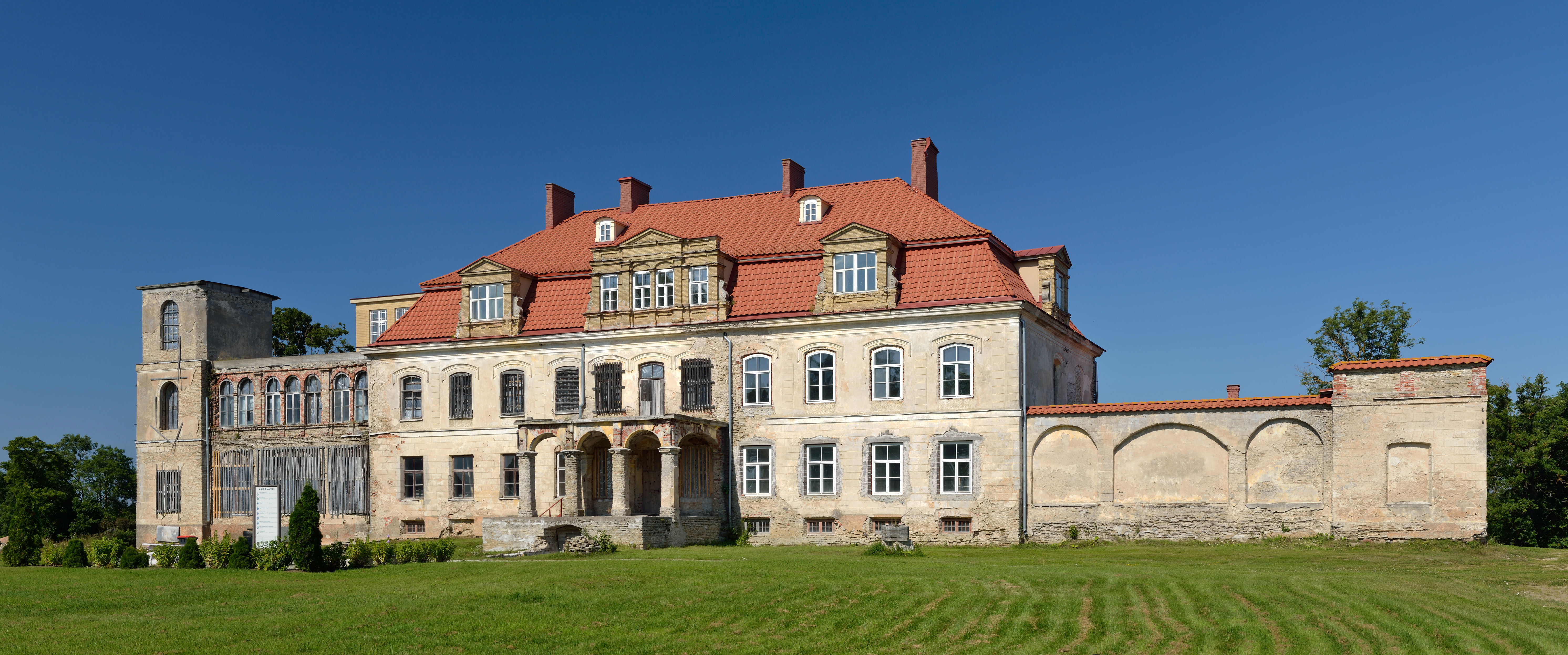
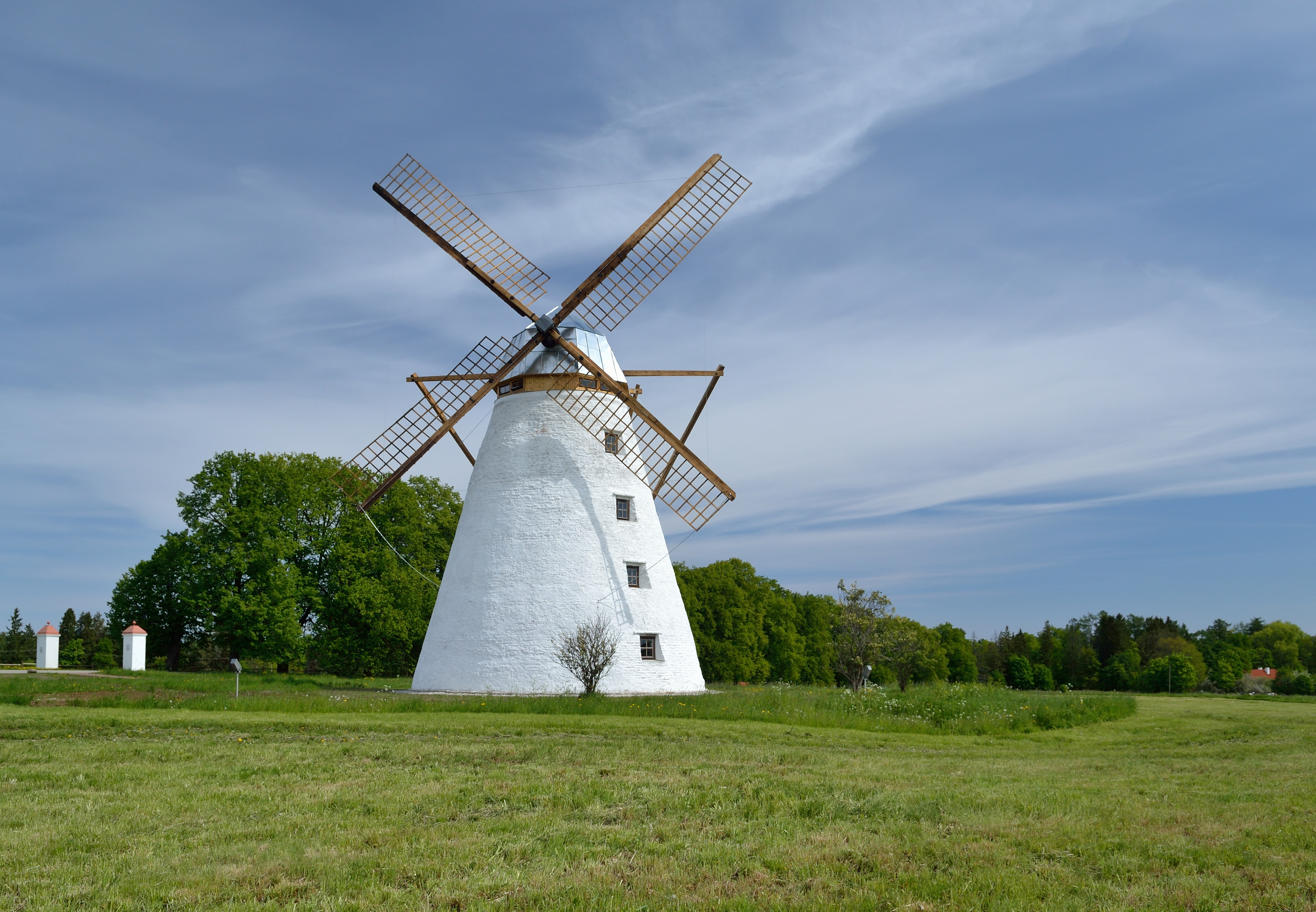
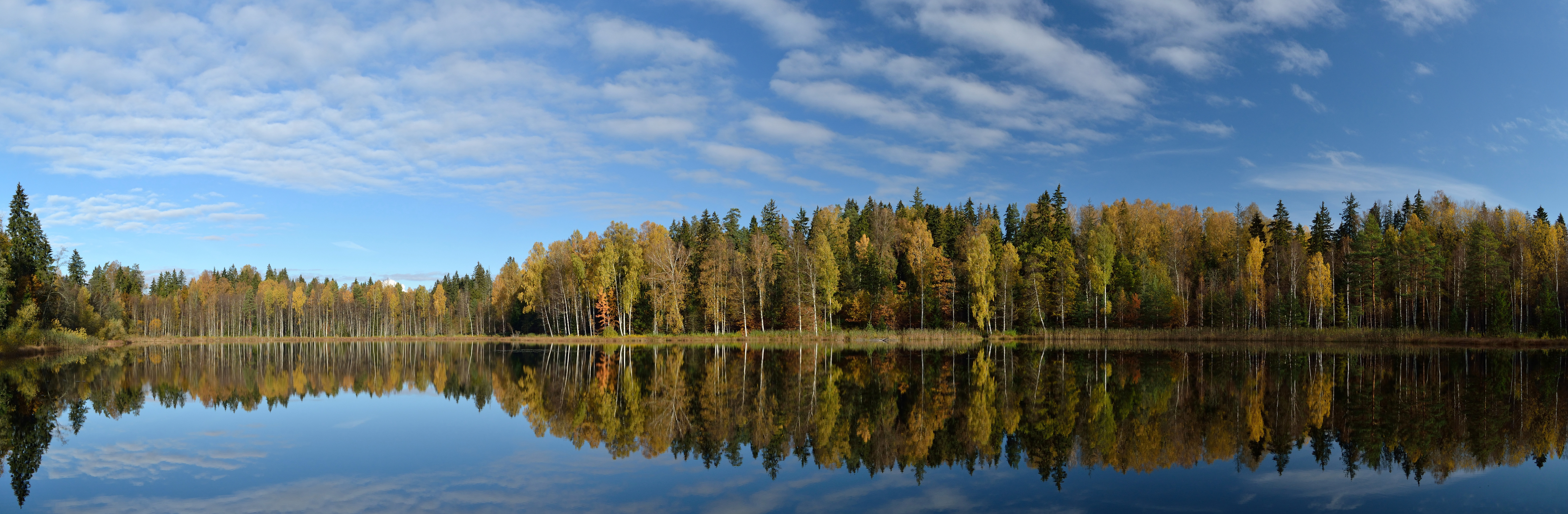

### Städer
- Kunda
- Rakvere
- Tamsalu
- Tapa

### Småköpingar
- Aseri
- Haljala
- Hulja
- Kadrina
- Kiltsi
- Laekvere
- Lehtse
- Lepna
- Näpi
- Pajusti
- Rakke
- Roela
- Simuna
- Sõmeru
- Sääse
- Tudu
- Uhtna
- Vinni
- Viru-Jaagupi
- Viru-Nigula
- Võsu
- Väike-Maarja